# (1806) Derice
(1806) Derice ist ein Asteroid des Hauptgürtels, der am 13. Juni 1971 am Perth-Observatorium entdeckt wurde. 
Der Asteroid wurde zu Ehren der Frau von Dennis Harwood, einem Mitglied des astronomischen Teams des Observatoriums, benannt.